# 北歐人種

丹麥人，北歐人種。
《Man, Past and Present》(1899年)，Augustus H. Keane著。

北歐人種，是二十世纪前半葉時對歐洲白色人种分类中的一支的表述。分布于斯堪的纳维亚诸国、波罗的海沿岸诸国、波罗的海三国、冰岛、德国北部、英国、爱尔兰、荷兰、法国北部、比利时、波兰北部、东欧部分地区及俄罗斯西北部，也曾经分布于格陵兰(紐芬蘭)，語言分屬日耳曼語族和波羅的語族。而日耳曼人则是起源于日德兰半岛与斯堪的纳维亚半岛南部的北欧人，后迁徙至中欧。北欧人种大多拥有亮色髮色（典型为金髮），窄头型颅型，亮色眼睛色彩（典型为蓝色），直挺的鼻子，白皮肤与较高的身高。

## 歷史

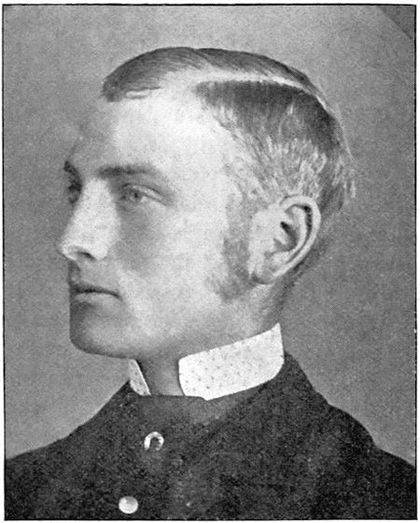
英格兰萨塞克斯郡的英格兰人，北欧人种。《The Races of Man》(1900年)，约瑟夫·德尼克著。

他们在罗马帝国和中世纪早期被当作蛮族(維京人)，在文艺復兴后才有人注意他们。
美国人类学家威廉·里普利在其著作《欧洲的人种》（1899年） 中定义了“条顿人种”（北欧人种前称）。他将欧洲人种分为三个主要分支：条顿人种、阿尔卑斯人种和地中海人种。根据里普利的说法，条顿人种居住在斯堪的纳维亚半岛诸国、法国北部、德国北部、波罗的海诸国和东普鲁士、波兰北部、俄罗斯西北部、英国、爱尔兰以及中欧和东欧的部分地区，其特征是浅色头发、皮肤白皙、浅色眼睛、身材高大、鼻子窄高和体型修长。里普利推广了欧洲三种高加索人种分支的观点。里普利对欧洲种族的划分依赖于各种人体测量数据，但特别关注头颅指数和身高。

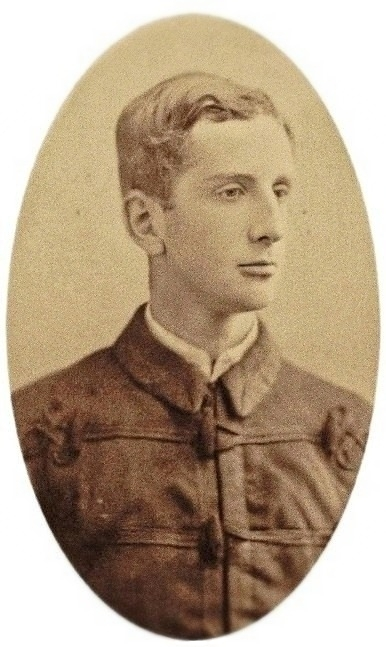
北欧人种类型的爱尔兰人。1873年大不列颠和爱尔兰人类学学会著。

19世纪开始因為大英帝國崛起而受到推崇（反法同盟擊敗法蘭西帝國、不列顛東印度公司征服印度、鴉片戰爭擊敗清帝國、克里米亞戰爭擊敗俄羅斯帝國，全都發生在19世纪。），德國和荷蘭、丹麥、瑞典等其餘國際地位無足輕重的北歐小國也受惠於大英帝國。十九世纪末二十世纪初流行的看法是，北欧的日耳曼人是优等人种，因为他们在寒冷的气候中进化，迫使他们发展出高等生存技巧，在现今时代表现为热衷于扩张和冒险。另外，相对于非洲的温暖气候，自然选择在寒冷的北部以更快的速度、更彻底地淘汰体格软弱和低智力的个体。大日耳曼主义者还论证，如果动物在体能和智力上适应其所在地气候，那么人类也是如此。这些思想得到当时的人类学家和心理学家的全力支持，其中包括著名生物学家托马斯·赫胥黎。

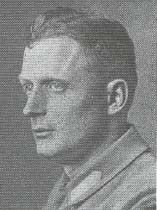
德国人，北欧人种。《The Racial Elements of European History》(1927年)，汉斯·京特著。

亞瑟·德·戈比諾的《人種不平等之探源》（1853年至1855年）和瓦謝·德·拉普熱之“人類社會學”是19世紀時期種族主義理論歷史的里程碑。他們提出了在白色人种以下的種族，如雅利安人種等，將雅利安人種塑造成高貴和文明的化身，宣揚並且誇大雅利安人對人類文明的貢獻。戈比諾認為，世界上所有的文明，包括古埃及、中國、墨西哥、秘魯文明都是由雅利安人所建立的，同時只有白人才是人類始祖亞當的後代。19世紀末至20世紀初，種族主義在歐美達到最高點，20世纪上半叶北歐人種被納粹视为雅利安人种中最纯种的后裔，是世界的主宰种族。纳粹德国的黨卫隊就只征集北欧人种入伍，但在二戰時有许多阿爾卑斯人種被納粹黨認定為北歐人種，从而应征入伍。最終造成了納粹德國在第二次世界大戰時期對猶太人和羅姆人系統性的滅絕屠殺。二战后种族主义受到批判，他们不再被刻意劃出。

## 种族理论

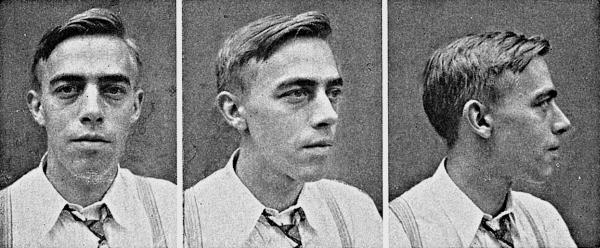
来自丹麦日德兰半岛的丹麦人，属于北欧人种绳纹器类型（原始北欧人种）。

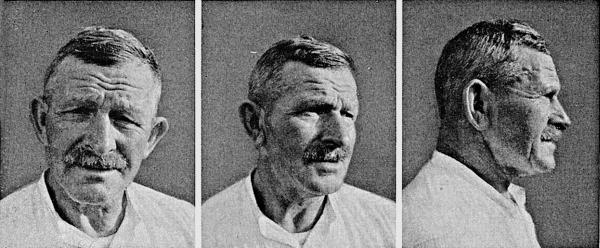
比利时弗拉芒人，北欧人种波雷比类型和阿尔卑斯人种所产生的混合类型，此类型为介于北欧人种与阿尔卑斯人种之间的中间类型，被归类为亚北欧人钟。

人类学家卡尔顿·S·库恩 在其1939年出版的著作《欧洲人种》一书中将北欧人种细分为三种主要类型，绳纹器类型（Corded）、多瑙河类型（Danubian）和哈尔施塔特类型（Hallstatt），此外还有新多瑙河类型（Neo-Danubian）以及被旧石器时代晚期居民或阿尔卑斯人种混合改变的各种北欧人种类型。在“远离目前北欧人种集中的西北部欧洲中心的地方”所发现的类型被库恩确定为形态上符合北欧人种类型的北欧人种，称为特异型北欧人种（Exotic Nordics）。

## 遺傳學

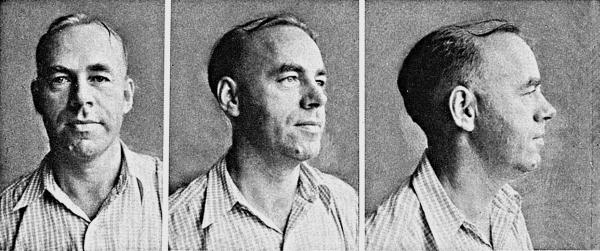
来自瑞典瑟德港的瑞典人，北欧人种绳纹器类型（原始北欧人种）。

在現代遺傳學基因研究的最新成果中，一般將Y染色体单倍型类群I，與自末次冰盛期之前就居於本地的歐洲人相關，其中Y染色体单倍型类群I1與北歐日耳曼人相關。它現在出現在大約40%的冰島男人，40%–50%的瑞典男人，40%的挪威男人，和40%的丹麥男人中，在德國北部和英國東部的特定地區出現的峰值高於30%。
|                            |                                 |
| Y染色体单倍型类群I的分佈。 | Y染色体单倍型类群在歐洲的分佈。 |

學者一般將假定的原始印歐人同Y染色体单倍型类群R1a1相關聯，在歐洲主要出現在東歐和中歐。在歐洲還有與其親緣最近的Y染色体单倍型类群R1b，在新石器時代隨農耕技術而從近東傳入，與西歐凱爾特人相關。它們二者合起來，現在出現在超過40%的瑞典男人，超過50%的挪威男人，60%的冰島男人，60–70%的德國男人，和50%–70%的英國與荷蘭男人中。
|                              |                               |
| Y染色体单倍型类群R1b的分佈。 | Y染色体单倍型类群R1a1的分佈。 |